# Hōjō Ujimasa

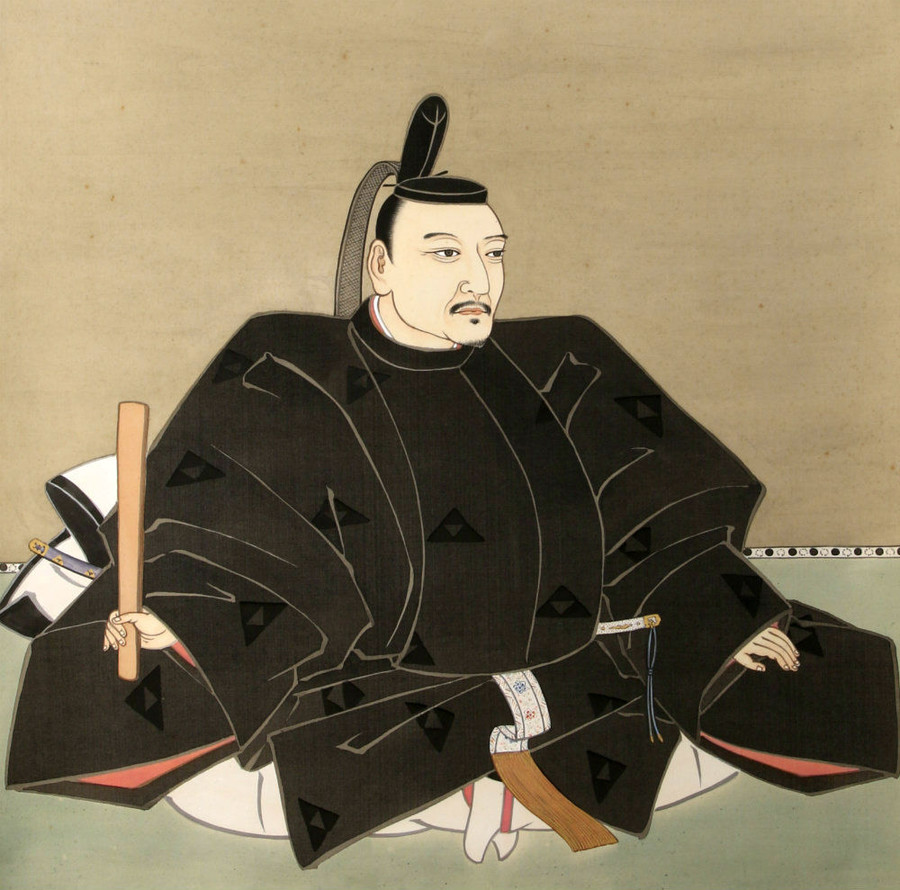
Hōjō Ujimasa

Hōjō Ujimasa (japanisch 北条 氏政; * 1538; † 1590) war ein Herrscher in Japan.

## Leben
Er war Oberhaupt eines Klans (uji), der Späteren Hōjō und während der Sengoku-Zeit Daimyō auf der Burg Odawara. Zeitweise war er ein Verbündeter von Takeda Shingen. Hōjō Ujimasa führte viele Kämpfe mit dem Ziel, die Position seines Klans zu festigen. Im Jahre 1590 übergab er die Macht an seinen Sohn Hōjō Ujinao. Im Laufe dieses Jahres jedoch scheiterte dieser bei dem Versuch, Odawara gegen den Angriff von Toyotomi Hideyoshi zu verteidigen. Dadurch wurde Ujimasa ebenso wie sein Bruder Ujiteru genötigt, rituellen Suizid in Form eines Seppuku zu begehen.
Der Tradition entsprechend dichtete auch Ujimasa zu diesem Anlass ein Todesgedicht:
| 雨雲の おほえる月も 胸の霧も はらいにけりな 秋の夕風     | Herbstwind am Vorabend Blas’ hinweg die Wolken, die sich zusammenballen vor des Mondes reinem Licht. Und die Nebel, welche unseren Geist trüben, fege auch sie hinfort. |
| 我身今 消ゆとやいかに おもふへき 空よりきたり 空に帰れば | Nun vergehen wir Also, was müssen wir davon halten? Aus dem Firmament kamen wir Nun mögen wir wieder zurückkehren Das ist letztlich eine Frage des Standpunktes.        |